# Stade Yeni Malatya
 (avril 2025).
Si vous disposez d'ouvrages ou d'articles de référence ou si vous connaissez des sites web de qualité traitant du thème abordé ici, merci de compléter l'article en donnant les références utiles à sa vérifiabilité et en les liant à la section « Notes et références ».
Le Yeni Malatya Stadyumu est un stade basé à Malatya (Turquie). Il est uniquement utilisé pour les rencontres de football.

## Histoire
L'ancien stade de la ville de Malatya construit en 1970, le Malatya İnönü Stadium (en) avec une capacité de 13 000 places devenant vétuste, la municipalité décide en 2007 de construire un nouveau stade vers la périphérie est de la ville. Le projet commence véritablement en 2011. En 2012 commencent les premiers travaux, la construction du bâtiment débute en 2013.
L'Anatolie orientale étant le plus grand producteur mondial d'abricots, les couleurs du stade s'inspirent de ce fruit. Le stade possède 26 loges (13 dans la tribune est et 13 dans la tribune ouest), deux magasins et 24 kiosques alimentaires.
Les travaux devaient se terminer en 2015, mais à la suite de la faillite de l'entreprise de construction et la recherche d'un nouveau repreneur, ils s'achevèrent en 2017. A l'été 2017, le stade est inauguré par le Président de la Turquie, Recep Tayyip Erdoğan. Le premier match se dispute le 16 septembre 2017, Yeni Malatyaspor perd contre Bursaspor 2 à 4 dans un match comptant pour la 5e journée du championnat de Turquie.
Après la mise en service du Yeni Malatya Stadyumu, l'ancien stade Malatya İnönü est démoli en 2018.